# Kristus v hiši Marije in Marte (Velázquez)
Kristus v hiši Marte in Marije je slika olje na platnu španskega umetnika Diega Velázqueza iz njegovega seviljskega obdobja. Hranijo jo v Narodni galeriji v Londonu v Združenem kraljestvu in je bila naslikana leta 1618, kmalu po tem, ko je končal vajeništvo pri Pachecu. V tem času je Velázquez eksperimentiral s potencialom bodegones, oblike žanrskega slikarstva v gostilnah ali kuhinjah, ki se je pogosto uporabljalo za povezovanje prizorov sodobne Španije s temami in zgodbami iz Svetega pisma. Pogosto so vsebovale upodobitve ljudi, ki delajo s hrano in pijačo.

## Opis in interpretacija
Velázquez je naslikal notranjost kuhinje z dvema polovičnima ženskama na levi; tisti na levi se je pojavil v njegovi Starka pri peki jajc iz istega obdobja. Na mizi so številna živila, morda sestavine aiolija (česnova majoneza, pripravljena za prilogo ribam). Te je pripravila služkinja. Izjemno realistični, verjetno so bili naslikani iz umetnikovega lastnega gospodinjstva, saj se pojavljajo v drugih bodegonih iz istega časa.
V ozadju je svetopisemski prizor, ki je splošno sprejet kot zgodba o Marti in Mariji (Lk 10,38–42). V njej gre Kristus v hišo ženske po imenu Marta. Njena sestra Marija je sedela pri njegovih nogah in ga poslušala, kako je govoril. Marta pa je šla »opravit vse priprave, ki jih je bilo treba opraviti«. Razburjena, ker ji Marija ni pomagala, se je pritožila Kristusu, na kar je ta odgovoril: »Marta, Marta, ... marsičesa te skrbi in vznemirja, a eno je potrebno. Marija je izbrala, kar je boljše, in ji ne bo vzeto.« Na sliki je Kristus prikazan kot bradat moški v modri tuniki. Z gestikulira Marto, žensko, ki stoji za Mary, in jo graja zaradi njene frustracije.
Marthina stiska je jasno povezana s služkinjo v ospredju. Pravkar si je pripravila veliko količino hrane in po rdečici njenih nagubanih napihnjenih lic vidimo, da je tudi razburjena. Da bi jo potolažila (ali morda celo pograjala), starejša ženska nakaže prizor v ozadju, ki jo opomni, da samo od dela ne more pričakovati izpolnitve. Služkinja, ki se ne more prisiliti, da bi neposredno pogledala svetopisemski prizor in namesto tega gleda iz slike proti nam, meditira o implikacijah zgodbe, ki je za teološko budno sodobno občinstvo vključevala tradicionalno superiornost vita contemplativa (duhovno življenje ) nad vita activa (svetno življenjem), ne da bi bilo slednje nepomembno. Sveti Avguštin je črpal to moralo iz zgodbe v 5. stoletju, sledilo pa mu je nešteto drugih božanstev. V protireformaciji so uporabnost »dejavnega življenja« nekoliko nadgradili številni pisci, da bi nasprotovali luteranskim trditvam o duhovni ustreznosti »samo vere«.
To je najverjetnejša interpretacija slike. Vendar pa so učenjaki podali drugačna branja o tem. Nekateri so se prepirali glede identitete likov in nakazovali, da je služkinja v ospredju pravzaprav sama Marta, dama, ki stoji v ozadju, pa je le naključni lik.
Druga sporna točka je predstavitev ozadja. Po eni strani morda gledamo v ogledalo ali skozi loputo svetopisemski prizor. Če je tako, bi to pomenilo, da je celotna slika, ospredje in ozadje, postavljena v Kristusov čas in bi morda dalo težo argumentu, da je služkinja v ospredju Marta. Po drugi strani pa je svetopisemski prizor lahko le slika, ki je obešena v služkinji kuhinji. Glede na to, da bodegoni običajno predstavljajo podobe sodobne Španije, so mnogi menili, da je to najverjetnejša razlaga. Vendar pa v Narodni galeriji pravijo, da je po čiščenju in restavriranju leta 1964 zdaj jasno, da je manjši prizor uokvirjen z loputo ali odprtino skozi steno. Namigi o drugih možnostih, predvsem o prizoru kot sliki, lahko ostanejo kot element pomena dela.
Ne glede na resnico lahko to cenimo kot zgodnji primer Velázquezovega zanimanja za večplastno kompozicijo, obliko, znano tudi kot slike v sliki. To obliko je nenehno izkoriščal v svoji karieri. Drugi primeri tega so Kuhinjski prizor s Kristusom v Emausu (1618), Predice (1657) in njegova mojstrovina Las meninas (1656).
V ameriški zbirki obstaja druga različica slike s precejšnjimi razlikami.

## Flamski modeli
- Joachim Beuckelaer, Kristus v hiši Marte in Marije, 1565
- Pieter Aertsen, Vanitas s Kristusom v hiši Marte in Marije, 1552
- Joachim Beuckelaer, Štirje elementi – ogenj, 1570

Kompozicija kaže vpliv flamske umetnosti iz dvajsetega stoletja, ko je Pieter Aertsen, ki mu je sledil njegov nečak Joachim Beuckelaer, razvil vrsto velike slike, ki združuje majhen novozavezni prizor v ozadju s sodobno kuhinjsko sceno z razkošnim tihožitjem živil. Več primerov uporablja Kristusa, Marto in Marijo kot prizor v ozadju, vključno s Štirje elementi: Ogenj, Beuckelaerja (1570), prav tako v Narodni galeriji. Dva Aertsena z isto kombinacijo sta v muzeju Boijmans Van Beuningen v Rotterdamu in v Kunsthistorisches Museum na Dunaju tihožitni kuhinjski prizor s prizorom Marte in Marije, ponovno prikazanim skozi vrata, ki ga primerjajo z Velázquezom MacLarna (ilustrirano). Druga Beuckelaerjeva slika (ilustrirana) v Kraljevih muzejih lepih umetnosti Belgije v Bruslju prikazuje v ospredju kuhinjski prizor z živim mesom in služkinjami, skozi prehod pa prizor s Kristusom in sestrami v skoraj grizaju. Marta je verjetno gledalcu najbližja figura, za katero se zdi, da je na poti v kuhinjo. V Rijksmuseumu v Amsterdamu je še tretji Beuckelaer. Zelo verjetno je Velázquez videl gravure teh ali podobnih del.

## Izvor
To je morda delo, ki ga je Velázquez navedel v popisu hiše Fernanda Afána de Ribere iz leta 1637, vojvode Alcalá de los Gazules, ki je umrl tistega leta. Opisali so jo kot »kuhinjo, kjer ženska tre česen« brez omembe verskega prizora. V Anglijo je prispela verjetno že v lasti podpolkovnika Henryja Packeja, ki se je boril v vojni na polotoku, po smrti njegovega sina Williama leta 1880 pa je bila leta 1881 prodana na dražbi pri Christie's. Kupil jo je sir William Henry Gregory, ki jo je zapustil Narodna galerija leta 1892.